# Can Toni Mola
Can Toni Mola és una casa de Santa Coloma de Farners (Selva) inclosa a l'Inventari del Patrimoni Arquitectònic de Catalunya.

## Descripció
Casal de planta quadrada, amb teulada a quatre vessants i coronada per una torreta. L'edifici és de tres plantes, amb obertures rectangulars, senzilles. A la façana principal, la porta rectangular té la inscripció de 1905 dins una dovella centrada a la llinda horitzontal. L'entrada està flanquejada per dues finestres amb reixa de ferro forjat. Al primer i segon pis les obertures tenen balcó, són rectangulars i amb barana de ferro amb poca ornamentació. El balcó central porta la data de 1906. La façana és pintada de color groc i la fusteria de les obertures és granate.
A la part lateral dreta hi ha un cos afegit, de dues plantes i terrat, la primera planta queda per un nivell en sota de la casa, ja que aprofita el desnivell del terreny, sembla però està tapiat. El primer pis d'aquest cos, és una galeria amb arcades d'arc de mig punt, i per sobre, hi ha una balaustrada i una terrassa, des de la qual s'hi accedeix per les obertures de la segona planta de la casa. Hi ha altres dependències afegides a la part posterior.